# Lilla Grodan
Lilla Grodan (danska: Lille Frø) är en animerad kortfilm från 2022 av studion Happy Flyfish som premiärvisades på julafton i programmet Snöbarnens julsagor. Kortfilmen regisserades av Kim Hagen Jensen efter ett manus av Kim Hagen med musik av Kristian Selin Eidness Andersen och Lilla grodan av Jakob Martin Strid.  

## Rollista
| Roll          | Svensk röst           | Dansk röst       |
| ------------- | --------------------- | ---------------- |
| Pappa groda   | Aaro Wichmann         | Rasmus Botoft    |
| Mamma groda   | Nina Palmgren         | Kristen Lehfeldt |
| Guru          | Carl-Kristian Rundman | Rasmus Botoft    |
| Skolepsykolog | Peter Kanerva         | Rasmus Botoft    |